# دوره (رود)
رودخانه دور (به انگلیسی: Dore (river)) رودخانهای است که در فرانسه جریان دارد.